# Ophiopholis longispina
Ophiopholis longispina is een slangster uit de familie Ophiactidae.
De wetenschappelijke naam van de soort werd in 1911 gepubliceerd door Hubert Lyman Clark.